# Movimiento de la Ciencia de la Creación

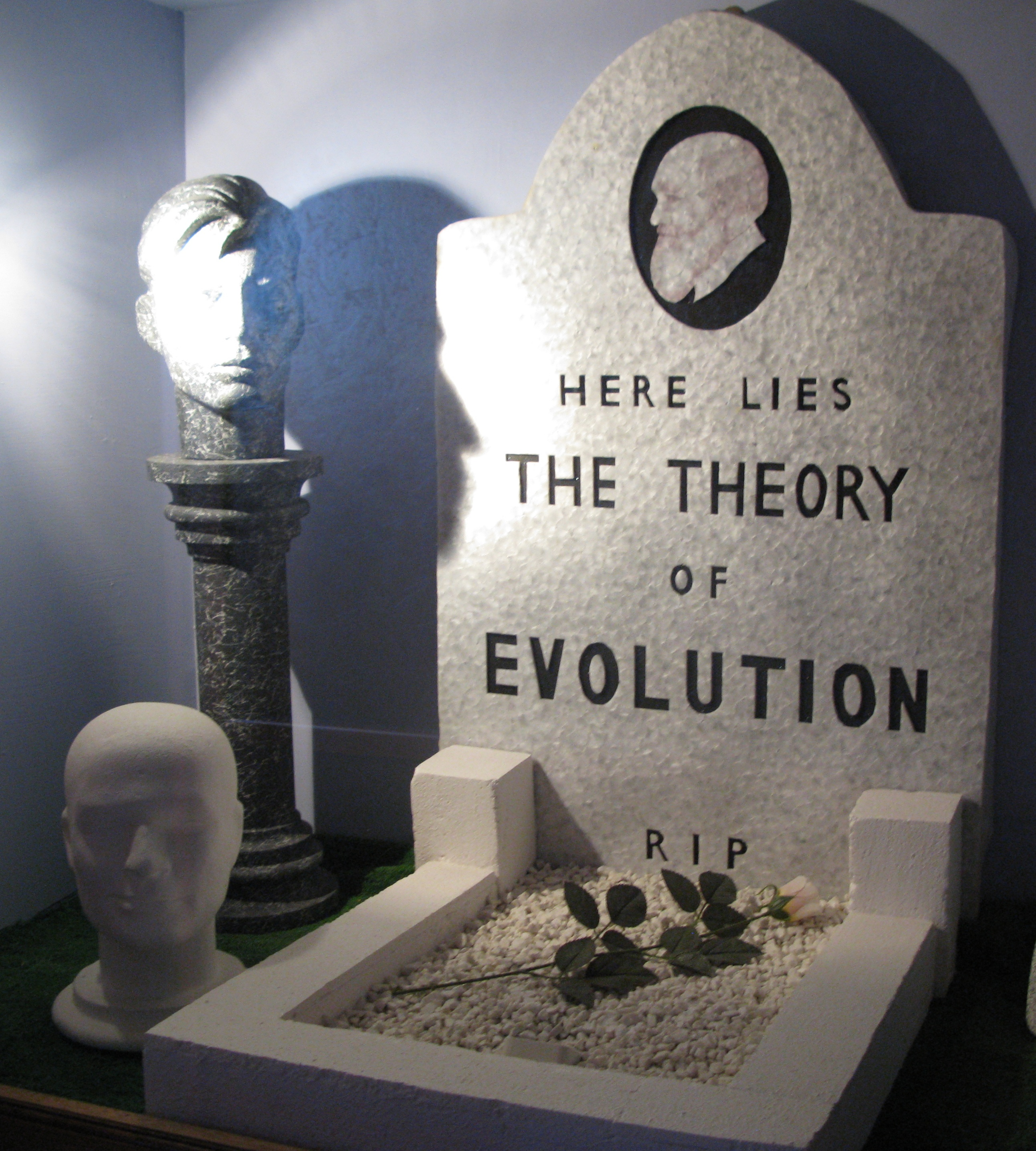
Lápida que se burla de la teoría de la evolución en el Genesis Expo.

El Movimiento de la Ciencia de la Creación, denominado abreviadamente como MCC (nombre original en inglés: Creation Science Movement), fue fundado en 1932 en el Reino Unido, llamándose por entonces Movimiento de Protesta contra la Evolución (Evolution Protest Movement).
Es una organización creacionista, que reivindica ser "el movimiento creacionista más antiguo del mundo". Fue miembro de la Alianza Evangélica hasta su renuncia en 2008, siendo a su vez una organización benéfica registrada.

## Historia
El Movimiento de Protesta contra la Evolución (MPcE) tenía sus raíces en el Instituto Victoria (la Sociedad Filosófica de Gran Bretaña), cuyo objetivo declarado era defender "las grandes verdades reveladas en las Sagradas Escrituras ... contra la oposición de la falsamente llamada ciencia". Aunque el Instituto Victoria no se opuso oficialmente a la evolución, atrajo a varios científicos escépticos respecto al Darwinismo. Tuvo su apogeo a fines del siglo XIX, pero para la década de 1910 se había reducido considerablemente, sumido en una gran apatía. El prominente creacionista canadiense (miembro del instituto desde hacía mucho tiempo) George McCready Price, asistía a reuniones regularmente mientras vivía en Londres entre 1924 y 1928, pero sus puntos de vista no lograron persuadir a los miembros del movimiento. Antes de regresar a América del Norte, Price observó que los creacionistas británicos estaban "dispersos y divididos en varios grupos o sociedades pequeñas, débiles e insignificantes", y pidió que se unificaran.
En 1932, Bernard Acworth (un tripulante de submarinos condecorado, convertido en periodista independiente), propuso la formación de una sociedad contra la evolución que se limitara "en la medida de lo posible, al plano científico más que al filosófico y religioso". La propuesta fue secundada por el jurista y aficionado a la ornitología Douglas Dewar, y el Movimiento de Protesta contra la Evolución se fundó en una reunión entre ellos y cinco evangélicos conservadores de ideas afines, con el ingeniero eléctrico, físico y presidente del Instituto Victoria John Ambrose Fleming como presidente, Acworth como director y Dewar como secretario-tesorero.
El MPcE existió como una organización solo sobre el papel hasta que se lanzó públicamente en febrero de 1935, en una reunión a la que asistieron más de seiscientas personas. En sus primeros años, Dewar fue la principal fuerza impulsora dentro del movimiento. Publicó un folleto titulado Man: A Special Creation y participó en charlas públicas y debates con partidarios de la evolución. A fines de la década de 1930, rechazó la propuesta de los creacionistas estadounidenses para aceptar la geología del diluvio. La asociación de Dewar con el MPcE iba a abarcar un cuarto de siglo y creció hasta contar con unos doscientos miembros, con pequeñas sucursales en Australia y Nueva Zelanda. Sin embargo, no logró obtener el respaldo público de C. S. Lewis, el apologeta cristiano más prominente de su época (amigo personal de Acworth), aunque en privado admitió haber encontrado sus argumentos cada vez más convincentes.
A mediados de la década de 1950, el movimiento quedó bajo el control del maestro de escuela y clérigo Albert G. Tilney, quien con cuyo estilo dogmático y autoritario dirigía a la organización "como una banda de un solo hombre", promoviendo firmemente el creacionismo de saltos (con largos períodos entre cada día de la creación y el siguiente) y reduciendo la membresía a la inactividad letárgica. El entomólogo William R. Thompson lo describió como "ampliamente ignorado o ridiculizado por los estamentos científicos y eclesiásticos", y varios creacionistas prominentes se negaron a participar activamente en la organización.
En la década de 1970, la reciente publicación de una edición en inglés de The Genesis Flood, el rechazo del movimiento a a la geología del diluvio, y las interpretaciones de los escritos idiosincrásicos de Tilney, llevaron a la formación de grupos creacionistas rivales, como la Asociación Científica de Newton y la Sociedad de la Creación Bíblica. Durante esta época, el movimiento asumió a regañadientes la aceptación de la geología de las inundaciones, y varios creacionistas partidarios del creacionismo de la Tierra joven, se unieron a su consejo y alteraron el dominio de Tilney y sus aliados. Se le cambió el nombre por Movimiento de la Ciencia de la Creación en 1980. A mediados de la década de 1980 se había convertido de manera abrumadora a la doctrina de la Tierra joven, incorporando formalmente la geología del diluvio en su 'Escritura de Confianza' (que todos los oficiales debían firmar) y condenó la explicación de los saltos entre días y de los seis días como seis periodos muy largos por no figurar en el Antiguo Testamento. A principios de la década de 1990, había cerrado sus sucursales en el extranjero, pero había aumentado considerablemente su membresía.
El actual presidente (2019) es David Rosevear, doctor en química organometálica por la Universidad de Brístol, Reino Unido y profesor titular en química por la Universidad de Portsmouth. Es un creacionista partidario de la Tierra joven, que cuando fue entrevistado por la BBC afirmó que la opinión pública está controlada mentalmente por los medios de comunicación de masas para imponer la creencia en la evolución biológica.

## Genesis Expo

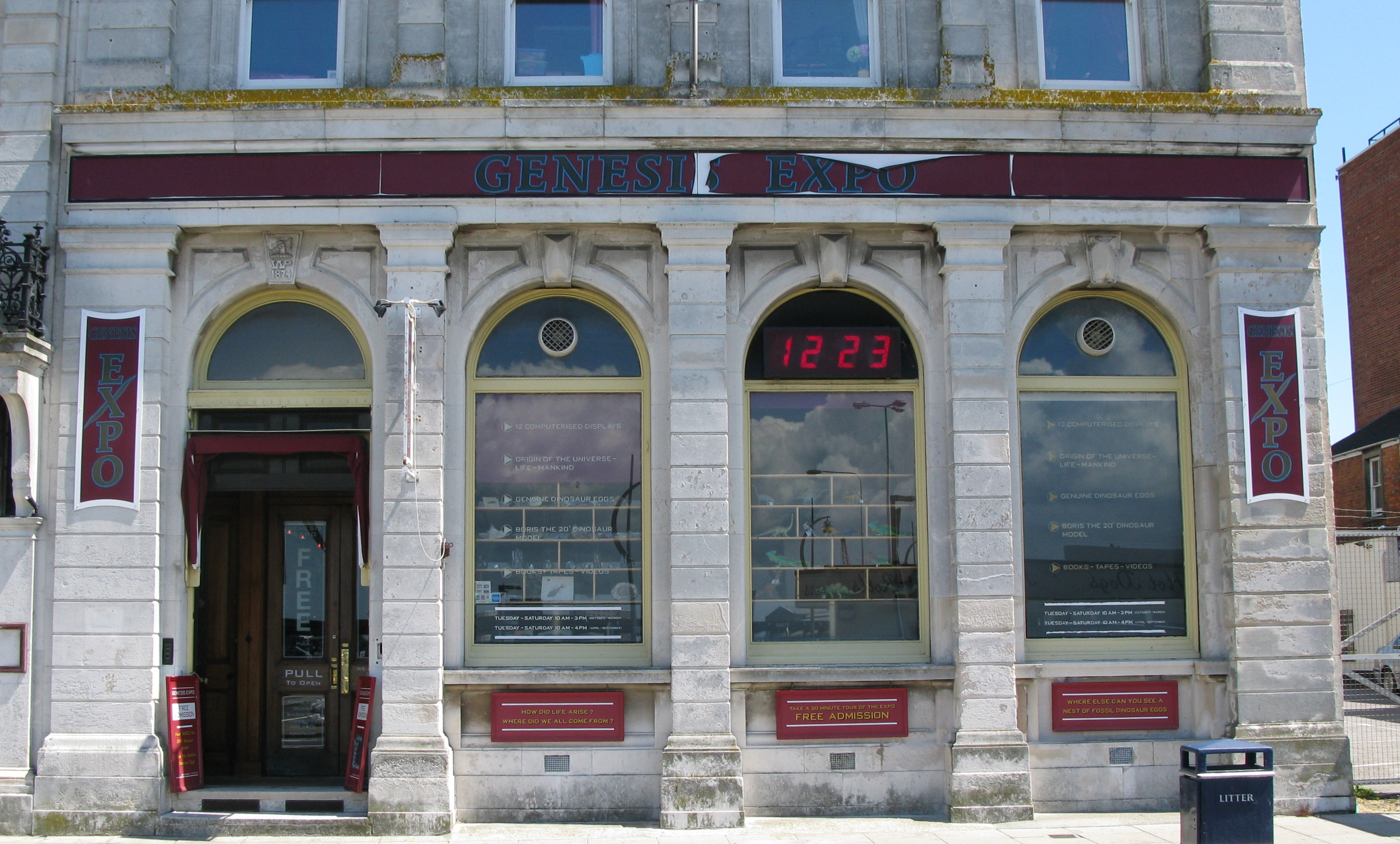
Exterior de la exposición Génesis.

La exposición Génesis del movimiento se encuentra en el antiguo Banco Nacional Provincial ubicado en el puerto de Portsmouth. "Se compone de 12 dioramas y un puñado de huevos de dinosaurio fosilizados reales". Los dioramas incluyen una maqueta de una lápida con la frase "Aquí yace la teoría de la evolución" tallada en ella.